# Кутателадзе Іовель Григорович
Кутателадзе Іовель Григорович (груз. იოველ ქუთათელაძე; * 1 (13) жовтня 1887, Хоні — † 15 грудня 1963) — радянський фармаколог, Заслужений діяч науки Грузинської РСР (1941), академік АН Грузинської РСР (1946).

## Біографія
Народився 1 (13) жовтня 1887 року в Хоні (Грузія) в дворянській родині. Після закінчення гімназії деякий час працював помічником аптекара, потім поїхав учитися до Одеси.
Після закінчення Новоросійського університету (1910), працював там же до кінця 1921 року. В тому ж році отримав посаду професора кафедри фармації. В грудні 1921 р., в зв'язку з вікриттям університету в Тбілісі, отримав пропозицію очолити там кафедру.
У 1921—1930 — професор Тбіліського університету, а з 1930 — Тбіліського медичного інституту та одночасно з 1932 директор Тбіліського науково-дослідного хіміко-фармацевтичного інституту Міністерства охорони здоров'я СРСР.

## Наукова діяльність
Працював в області створення нових лікарських засобів, розробки їх технології методів аналізу, організації виробництва. Один з організаторів фармацевтичної промисловості Грузії. Розробив способи екстракції і очищення природних фізіологічно-активних з'єднань.
Велику увагу приділяв вивченню природних ресурсів, раціональному використанню та збереженню дикорослих рослин Грузії, введенню в культуру цінних рослин. Вніс великий внесок у підготовку висококваліфікованих кадрів, заснував наукове товариство фармацевтів Грузії і був обраний його головою.
Іонелю Кутателадзе належить більше 120 наукових праць.

## Нагороди та визнання
У 1941 р. йому призвоєне звання Заслуженого діяча науки Грузинської РСР.
Нагороджений орденами Леніна, Трудового Червоного Прапора, багатьма медалями та почесними грамотами.
Ім'я Кутателадзе присвоєно (1964) Інституту фармакохімії АН Грузинської РСР.